# Meng Fanlong
Meng Fanlong est un boxeur chinois né le 5 février 1988.

## Carrière
Sa carrière amateur est marquée par une médaille d'argent aux championnats d'Asie d'Incheon en 2011 et par une médaille de bronze aux Jeux asiatiques de Canton en 2010 dans la catégorie mi-lourds.

## Palmarès

### Jeux olympiques
- Qualifié pour les Jeux de 2012 à Londres, Angleterre

### Championnats d'Asie de boxe amateur
- Médaille d'argent en -81 kg en 2011 à Incheon, Corée du Sud

### Jeux asiatiques
- Médaille de bronze en -81 kg en 2010 à Canton, Chine

## Référence
1. ↑  (en) Présentation de Meng Fanlong sur le site de l'AIBA